# Poczinki (rejon bolszebierieznikowski)
Poczinki (ros. Починки) – wieś (ros. село, trb. sieło) w środkowej Rosji, wiejskie centrum administracyjne w rejonie bolszebierieznikowskim Republiki Mordowii.
Położona jest nad rzeką Bolsza Ksza, 9 km od centrum administracyjnego rejonu (Bolszije Bieriezniki). W 2017 r. miejscowość liczyła sobie 307 mieszkańców.